# Paulino Ribeiro
Paulino Ribeiro (* 6. Februar 1972 in Motaulun, Liquiçá, Portugiesisch-Timor) ist ein leitender Beamter aus Osttimor.
Von 2002 bis 2003 war Ribeiro Direktor für Menschenrechte im Präsidialamt des Landes.
2017 wurde Ribeiro zum Vizepräsidenten des Instituto Politécnico de Betano (IPB) ernannt. 2018 war er Direktor des Instituts.
2024 wurde Ribeiro zum Präsident der Gemeindeverwaltung (Presidente Autoridade Município) der Gemeinde Liquiçá ernannt. Er folgte damit in der Funktion dem bisherigen Administrator Pedro Paulo Gomes.